# Simon Schouten
Simon Schouten (* 7. prosince 1990 Andijk) je nizozemský rychlobruslař.
V nizozemských závodech startuje od roku 2006, objevoval se také na méně významných mezinárodních závodech. Do reprezentace se probojoval v roce 2017, kdy se poprvé představil ve Světovém poháru. Startoval také na Mistrovství Evropy 2018, kde zvítězil s nizozemským týmem ve stíhacím závodě družstev a byl čtvrtý v závodě s hromadným startem a sedmý na distanci 5000 m.
Jeho sestra Irene Schoutenová je rovněž rychlobruslařkou.